# Mauro Nardi canta Mario Merola
Mauro Nardi canta Mario Merola è il trentatreesimo album in studio del cantante italiano Mauro Nardi, pubblicato nel 2006 dalla Zeus.
I 14 brani, non appartenenti al genere neomelodico, sono successi originariamente interpretati dal cantante e attore italiano Mario Merola.

## Tracce
1. Facitela sunnà – 3:42 (De Martino - Alfieri)
2. Ciente appuntamente – 4:13 (Esposito - Di Domenico - Langella - Falsetti)
3. Chitarra rossa – 3:21 (Mazzocco - Russo)
4. Passione eterna – 3:29 (Fierro - Di Domenico - Annona - Merola)
5. 'A dolce vita – 3:35 (Esposito - Di Domenico - Annona)
6. 'O treno d' 'o sole – 4:42 (Palumbo - Alfieri)
7. 'A città 'e Pulecenella – 3:40 (Claudio Mattone)
8. Lacrime napulitane – 5:18 (Bovio - Buongiovanni)
9. 'O puveriello – 3:32 (Annona - Di Domenico)
10. Chiamate Napoli 081 – 4:12 (Alfieri - Giordano)
11. Inferno d'ammore – 4:00 (Alfieri - Caiazzo)
12. 'Nnammurato 'e te – 3:59 (Esposito - Schiano)
13. Tu ca nun chiagne – 4:17 (Bovio - De Curtis)
14. Auguri vita mia (Ave Maria) – 4:31 (Corrado Sorrentino)